# Tour de l'Ain 2017
Il Tour de l'Ain 2017, ventinovesima edizione della corsa e valevole come evento dell'UCI Europe Tour 2017 categoria 2.1, si svolse in quattro tappe precedute da un cronoprologo dall'8 al 12 agosto 2017 su un percorso di 535,4 km, con partenza da Bourg-en-Bresse e arrivo a Culoz, in Francia. La vittoria fu appannaggio del francese Thibaut Pinot, il quale completò il percorso in 12h59'10", precedendo i connazionali David Gaudu e Alexandre Geniez.
Sul traguardo di Culoz 88 ciclisti, su 102 partiti da Bourg-en-Bresse, portarono a termine la competizione.

## Tappe
| Tappa  | Data      | Percorso                                              | km    | Vincitore di tappa | Leader cl. generale |
| ------ | --------- | ----------------------------------------------------- | ----- | ------------------ | ------------------- |
| Prol.  | 8 agosto  | Bourg-en-Bresse > Bourg-en-Bresse (cron. individuale) | 3,8   | Johan Le Bon       | Johan Le Bon        |
| 1ª     | 9 agosto  | Polliat > Trévoux                                     | 141,1 | Juan José Lobato   | Juan José Lobato    |
| 2ª     | 10 agosto | Ambérieu-en-Bugey > Saint-Vulbas                      | 145,4 | Nacer Bouhanni     | Nacer Bouhanni      |
| 3ª     | 11 agosto | Lagnieu > Oyonnax                                     | 135,2 | David Gaudu        | Thibaut Pinot       |
| 4ª     | 12 agosto | Lélex > Culoz                                         | 109,9 | Alexandre Geniez   | Thibaut Pinot       |
| Totale | Totale    | Totale                                                | 535,4 |                    |                     |

## Squadre e corridori partecipanti
| N.    | Cod. | Squadra                     |
| ----- | ---- | --------------------------- |
| 1-6   | FDJ  | FDJ                         |
| 11-16 | TLJ  | Team Lotto NL-Jumbo         |
| 21-26 | COF  | Cofidis, Solutions Crédits  |
| 31-36 | ALM  | AG2R La Mondiale            |
| 41-46 | DEN  | Direct Énergie              |
| 51-56 | DSU  | Development Team Sunweb     |
| 61-66 | TFO  | Fortuneo-Oscaro             |
| 71-76 | WGG  | Wanty-Groupe Gobert         |
| 81-86 | ANS  | Androni-Sidermec-Bottecchia |

| N.      | Cod. | Squadra                      |
| ------- | ---- | ---------------------------- |
| 91-96   | AUB  | HP BTP-Auber 93              |
| 101-106 | RLM  | Roubaix-Lille Métropole      |
| 111-116 | DMP  | Delko Marseille Provence KTM |
| 121-126 | DEU  | Germania                     |
| 131-136 | FRA  | Francia                      |
| 141-146 | ADT  | Armée de Terre               |
| 151-156 | TSE  | Astana City                  |
| 161-166 | TRA  | Roth-Akros                   |

## Dettagli delle tappe

### Prologo
- 8 agosto: Bourg-en-Bresse > Bourg-en-Bresse – Cronometro individuale – 3,8 km

Risultati
| Pos. | Corridore        | Squadra | Tempo |
| ---- | ---------------- | ------- | ----- |
| 1    | Johan Le Bon     | FDJ     | 4'32" |
| 2    | Alexandre Geniez | AG2R    | a 2"  |
| 3    | Anthony Turgis   | Cofidis | s.t.  |

| Pos. | Corridore        | Squadra | Tempo |
| ---- | ---------------- | ------- | ----- |
| 1    | Johan Le Bon     | FDJ     | 4'32" |
| 2    | Alexandre Geniez | AG2R    | a 2"  |
| 3    | Anthony Turgis   | Cofidis | s.t.  |

### 1ª tappa
- 9 agosto: Polliat > Trévoux – 141,1 km

Risultati
| Pos. | Corridore        | Squadra      | Tempo    |
| ---- | ---------------- | ------------ | -------- |
| 1    | Juan José Lobato | Lotto NL     | 3h11'10" |
| 2    | Nacer Bouhanni   | Cofidis      | s.t.     |
| 3    | Steven Tronet    | Armée de Te. | s.t.     |

| Pos. | Corridore        | Squadra  | Tempo    |
| ---- | ---------------- | -------- | -------- |
| 1    | Juan José Lobato | Lotto NL | 3h15'36" |
| 2    | Johan Le Bon     | FDJ      | a 6"     |
| 3    | Nacer Bouhanni   | Cofidis  | s.t.     |

### 2ª tappa
- 10 agosto: Ambérieu-en-Bugey > Saint-Vulbas – 145,4 km

Risultati
| Pos. | Corridore       | Squadra  | Tempo    |
| ---- | --------------- | -------- | -------- |
| 1    | Nacer Bouhanni  | Cofidis  | 3h19'36" |
| 2    | Samuel Dumoulin | AG2R     | s.t.     |
| 3    | Maxime Daniel   | Fortuneo | s.t.     |

| Pos. | Corridore        | Squadra  | Tempo    |
| ---- | ---------------- | -------- | -------- |
| 1    | Nacer Bouhanni   | Cofidis  | 6h35'08" |
| 2    | Juan José Lobato | Lotto NL | a 4"     |
| 3    | Johan Le Bon     | FDJ      | a 10"    |

### 3ª tappa
- 11 agosto: Lagnieu > Oyonnax – 135,2 km

Risultati
| Pos. | Corridore        | Squadra | Tempo    |
| ---- | ---------------- | ------- | -------- |
| 1    | David Gaudu      | FDJ     | 3h31'05" |
| 2    | Thibaut Pinot    | FDJ     | s.t.     |
| 3    | Alexandre Geniez | AG2R    | a 55"    |

| Pos. | Corridore        | Squadra | Tempo     |
| ---- | ---------------- | ------- | --------- |
| 1    | Thibaut Pinot    | FDJ     | 10h06'20" |
| 2    | David Gaudu      | FDJ     | a 1"      |
| 3    | Alexandre Geniez | AG2R    | a 56"     |

### 4ª tappa
- 12 agosto: Lélex > Culoz – 109,9 km

Risultati
| Pos. | Corridore        | Squadra | Tempo    |
| ---- | ---------------- | ------- | -------- |
| 1    | Alexandre Geniez | AG2R    | 2h52'56" |
| 2    | Thibaut Pinot    | FDJ     | s.t.     |
| 3    | Mattia Cattaneo  | Androni | s.t.     |

| Pos. | Corridore        | Squadra | Tempo     |
| ---- | ---------------- | ------- | --------- |
| 1    | Thibaut Pinot    | FDJ     | 12h59'10" |
| 2    | David Gaudu      | FDJ     | a 14"     |
| 3    | Alexandre Geniez | AG2R    | a 52"     |

## Evoluzione delle classifiche
| Tappa              | Vincitore          | Classifica generale Maglia gialla | Classifica a punti Maglia verde | Classifica scalatori Maglia rossa | Classifica giovani Maglia bianca | Classifica a squadre |
| ------------------ | ------------------ | --------------------------------- | ------------------------------- | --------------------------------- | -------------------------------- | -------------------- |
| Pr.                | Johan Le Bon       | Johan Le Bon                      | Johan Le Bon                    | non assegnata                     | Valentin Madouas                 | FDJ                  |
| 1ª                 | Juan José Lobato   | Juan José Lobato                  | Juan José Lobato                | Félix Pouilly                     | Valentin Madouas                 | FDJ                  |
| 2ª                 | Nacer Bouhanni     | Nacer Bouhanni                    | Nacer Bouhanni                  | Félix Pouilly                     | Valentin Madouas                 | FDJ                  |
| 3ª                 | David Gaudu        | Thibaut Pinot                     | Nacer Bouhanni                  | David Gaudu                       | David Gaudu                      | FDJ                  |
| 4ª                 | Alexandre Geniez   | Thibaut Pinot                     | Alexandre Geniez                | Thibaut Pinot                     | David Gaudu                      | Fortuneo-Oscaro      |
| Classifiche finali | Classifiche finali | Thibaut Pinot                     | Alexandre Geniez                | Thibaut Pinot                     | David Gaudu                      | Fortuneo-Oscaro      |

## Classifiche finali

### Classifica generale - Maglia gialla
| Pos. | Corridore         | Squadra  | Tempo     |
| ---- | ----------------- | -------- | --------- |
| 1    | Thibaut Pinot     | FDJ      | 12h59'10" |
| 2    | David Gaudu       | FDJ      | a 14"     |
| 3    | Alexandre Geniez  | AG2R     | a 52"     |
| 4    | Mattia Cattaneo   | Androni  | a 1'25"   |
| 5    | Steven Kruijswijk | Lotto NL | a 1'30"   |
| 6    | Brice Feillu      | Fortuneo | a 1'35"   |
| 7    | Maxime Bouet      | Fortuneo | a 1'51"   |
| 8    | Stef Clement      | Lotto NL | a 1'54"   |
| 9    | Kévin Ledanois    | Fortuneo | a 1'55"   |
| 10   | Anthony Delaplace | Fortuneo | s.t.      |

### Classifica a punti - Maglia verde
| Pos. | Corridore        | Squadra  | Punti |
| ---- | ---------------- | -------- | ----- |
| 1    | Alexandre Geniez | AG2R     | 53    |
| 2    | Thibaut Pinot    | FDJ      | 48    |
| 3    | Nacer Bouhanni   | Cofidis  | 46    |
| 4    | Juan José Lobato | Lotto NL | 43    |
| 5    | Maxime Daniel    | Fortuneo | 30    |

### Classifica scalatori - Maglia rossa
| Pos. | Corridore       | Squadra  | Punti |
| ---- | --------------- | -------- | ----- |
| 1    | Thibaut Pinot   | FDJ      | 37    |
| 2    | David Gaudu     | FDJ      | 37    |
| 3    | Roland Thalmann | Roth     | 30    |
| 4    | Thomas Degand   | Wanty    | 25    |
| 5    | Brice Feillu    | Fortuneo | 22    |

### Classifica giovani - Maglia bianca
| Pos. | Corridore        | Squadra     | Tempo     |
| ---- | ---------------- | ----------- | --------- |
| 1    | David Gaudu      | FDJ         | 12h59'24" |
| 2    | Victor Lafay     | Francia     | a 1'49"   |
| 3    | A. Paret-Peintre | Francia     | a 2'14"   |
| 4    | Vadim Pronskiy   | Astana City | a 2'14"   |
| 5    | Florian Stork    | Dev. Sunweb | a 5'42"   |

### Classifica a squadre
| Pos. | Squadra                      | Tempo     |
| ---- | ---------------------------- | --------- |
| 1    | Fortuneo-Oscaro              | 39h02'41" |
| 2    | Wanty-Groupe Gobert          | a 54"     |
| 3    | FDJ                          | a 6'07"   |
| 4    | AG2R La Mondiale             | a 9'06"   |
| 5    | Delko Marseille Provence KTM | a 9'55"   |